# آنجلا باست
آنجلا اولین باسِت (انگلیسی: Angela Evelyn Bassett؛ زادهٔ ۱۶ اوت ۱۹۵۸) بازیگر آمریکایی است. مجلهٔ تایم در سال ۲۰۲۳ او را یکی از ۱۰۰ شخص تأثیرگذار در جهان نامید. نقش برجستهٔ او به تصویر کشیدن خواننده تینا ترنر در فیلم زندگی‌نامه‌ای چه ربطی به عشق دارد (۱۹۹۳) بود که برای آن برندهٔ جایزهٔ گلدن گلوب و نامزد اسکار بهترین بازیگر زن شد. وی برای بار دوم نامزد جایزه اسکار بهترین بازیگر زن برای فیلم پلنگ سیاه ۲ در سال ۲۰۲۳ شد و همچنین برنده یک جایزه اسکار افتخاری در سال ۲۰۲۴ می‌باشد.

## فیلم‌شناسی
فهرست برخی از فیلم‌هایی که آنجلا باست در آنها به ایفای نقش پرداخته‌است:
- شهر امید (۱۹۹۱)
- امتیاز
- این یعنی جنگ (۲۰۱۲)
- آقا و خانم اسمیت (۲۰۰۵)
- ملاقات با رابینسون‌ها
- فانوس سبز
- پرنده سفید در یک کولاک
- سقوط المپیوس (۲۰۱۳)
- خون‌آشام در بروکلین (۱۹۹۵)
- در انتظار بازدم (۱۹۹۵)
- پلیس کودکستان
- پسرا و محله
- پشن فیش (۱۹۹۲)
- مالکوم ایکس (۱۹۹۲)
- چه ربطی به عشق دارد؟
- تماس(۱۹۹۷)
- موسیقی قلب (۱۹۹۹)
- لندن سقوط کرده‌است
- فرزند لازاروس (۲۰۰۹)
- ولادت سیاه (۲۰۱۳)
- بازمانده (۲۰۱۵)
- روز عجیب و غریب
- ماموریت غیرممکن ۶ (۲۰۱۸)
- پلنگ سیاه (۲۰۱۸)
- انتقام جویان پایان بازی (۲۰۱۹)
- پلنگ سیاه ۲ (۲۰۲۲)

### بازی ویدئویی
رینبو سیکس تام کلنسی سیج ۲۰۱۵